# Niels Hintermann
Niels Hintermann (* 5. Mai 1995 in Bülach) ist ein Schweizer Skirennfahrer. Er ist auf die Disziplinen Abfahrt und Super-G spezialisiert, ebenso geht er bei Kombinationswettbewerben an den Start.

## Biografie
Hintermann stammt aus Bülach im Zürcher Unterland und wuchs in Hausen am Albis auf. Sein Vater war Trainer im Zürcher Skiverband und betreute unter anderem den späteren Abfahrtsweltmeister Urs Lehmann. Das Skifahren erlernte Hintermann im Alter von zwei Jahren. Als Zehnjähriger verliess er das Elternhaus in Richtung Österreich und ging an die Skihauptschule in Schruns. Mit 14 Jahren wechselte er an das Skigymnasium Stams. Dort fand er sich jedoch schlecht zurecht, weshalb er seine kaufmännische Ausbildung am Schweizerischen Sportgymnasium in Engelberg fortsetzte. Er schloss sie dort im Sommer 2017 ab.
Im Dezember 2010 nahm Hintermann als 15-Jähriger erstmals an FIS-Rennen teil, wobei er zunächst in allen Disziplinen antrat. Der erste Sieg auf dieser Stufe gelang ihm zwei Jahre später, als er am 20. Dezember 2012 einen Super-G in Arosa für sich entschied. Im Februar 2013 war er Teilnehmer am Europäischen Olympischen Jugendfestival in Brașov, wo er im Riesenslalom auf den 14. Platz fuhr. Der erste Einsatz im Europacup folgte am 11. Januar 2014 in Wengen. Zwei Wochen später gewann Hintermann die Schweizer Juniorenmeistertitel in der Abfahrt und in der Kombination. In der Saison 2014/15 konnte er sich allmählich im Europacup etablieren, wobei er sich stärker auf die schnellen Disziplinen konzentrierte. Bei den Juniorenweltmeisterschaften 2015 in Hafjell gewann er die Bronzemedaille in der Abfahrt.
Sein Debüt im Weltcup hatte Hintermann am 28. November 2015 in Lake Louise mit Platz 40 in der Abfahrt. Die ersten Weltcuppunkte gewann er am 19. Dezember 2015 als 29. der Abfahrt von Gröden. Der erste Europacup-Podestplatz gelang ihm am 11. März 2016 in Saalbach-Hinterglemm mit Platz 3 in der Abfahrt. Zwei Tage später folgte ein dritter Schweizer Juniorenmeistertitel, dieses Mal im Super-G. Zum Saisonabschluss überraschte er mit dem Gewinn der Schweizer Abfahrts- und Super-G-Meistertitel. Bei seinem erst zwölften Weltcup-Einsatz am 13. Januar 2017 gewann Hintermann völlig unerwartet die Kombination in Wengen: Aufgrund des Schneefalls war der Slalomlauf vorgezogen worden. In diesem belegte er mit Startnummer 51 den 23. Zwischenrang. Im nachfolgenden Abfahrtslauf konnte ihn keiner der vor ihm Platzierten überholen. Sein bestes Weltcupergebnis war zuvor ein 21. Platz gewesen.
Im Sommertraining in Zermatt im August 2017 erlitt Hintermann eine Luxation der linken Schulter, wobei auch Nerven beschädigt wurden. Er klagte daraufhin über ein Instabilitätsgefühl, das rennmässiges Skifahren nicht zuliess. Aus diesem Grund entschied er sich dazu, die gesamte Saison 2017/18 auszulassen. Ende November 2018 kehrte er in den Weltcup zurück und belegte in der Abfahrt von Lake Louise sogleich den 14. Platz. Dieses Ergebnis egalisierte er im weiteren Saisonverlauf in den Abfahrten von Gröden und Bormio. Eine deutliche Steigerung gelang ihm im Weltcupwinter 2019/20 mit fünf Platzierungen unter den besten zehn, wobei ein fünfter Platz in Saalbach-Hinterglemm sein bisheriges Karriere-Bestergebnis war. Wegen einer Überdehnung des linken Knies verzichtete er vorsichtshalber auf die letzten Rennen der Saison in Kvitfjell.
Am 18. Dezember 2021 erzielte Hintermann mit Platz drei in Gröden erstmals eine Podestplatzierung in einer Weltcup-Abfahrt. Zehn Tage später bestätigte er bei der Abfahrt in Bormio seine Form und doppelte mit einem erneuten dritten Platz nach. In derselben Saison gelang ihm am 4. März 2022 in Kvitfjell zeitgleich mit dem Kanadier Cameron Alexander der erste Sieg in einer Weltcupabfahrt. Am folgenden Tag erreichte er am gleichen Ort den dritten Platz, diesmal zeitgleich mit seinem Landsmann Beat Feuz.
Im Oktober 2024 gab Hintermann bekannt, an Lymphdrüsenkrebs erkrankt zu sein, weshalb er in der Weltcup-Saison 2024/25 kein Rennen bestreiten wird.

## Erfolge

### Weltmeisterschaften
- Åre 2019: 21. Abfahrt, 23. Alpine Kombination
- Courchevel 2023: 12. Abfahrt

### Olympische Winterspiele
- Peking 2022: 16. Abfahrt

### Weltcup
- 7 Podestplatzierungen, davon 3 Siege:

| Datum            | Ort       | Land     | Disziplin   |
| ---------------- | --------- | -------- | ----------- |
| 13. Januar 2017  | Wengen    | Schweiz  | Kombination |
| 4. März 2022     | Kvitfjell | Norwegen | Abfahrt *   |
| 17. Februar 2024 | Kvitfjell | Norwegen | Abfahrt     |

* zeitgleich mit Cameron Alexander

### Weltcupwertungen
| 2015/16 | 122.                                | 19                                  | 48.                                 | 12                                  | –                                   | –                                   | 42.                                 | 7                                   |                                     |                                     |                                     |                                     |
| 2016/17 | 54.                                 | 136                                 | 37.                                 | 23                                  | 41.                                 | 13                                  | 2.                                  | 100                                 |                                     |                                     |                                     |                                     |
| 2017/18 | verletzungsbedingt keine Ergebnisse | verletzungsbedingt keine Ergebnisse | verletzungsbedingt keine Ergebnisse | verletzungsbedingt keine Ergebnisse | verletzungsbedingt keine Ergebnisse | verletzungsbedingt keine Ergebnisse | verletzungsbedingt keine Ergebnisse | verletzungsbedingt keine Ergebnisse | verletzungsbedingt keine Ergebnisse | verletzungsbedingt keine Ergebnisse | verletzungsbedingt keine Ergebnisse | verletzungsbedingt keine Ergebnisse |
| 2018/19 | 69.                                 | 91                                  | 23.                                 | 71                                  | 54.                                 | 4                                   | 28.                                 | 16                                  |                                     |                                     |                                     |                                     |
| 2019/20 | 33.                                 | 216                                 | 12.                                 | 179                                 | –                                   | –                                   | 19.                                 | 37                                  |                                     |                                     |                                     |                                     |
| 2020/21 | 93.                                 | 47                                  | 28.                                 | 44                                  | 55.                                 | 3                                   | –                                   | –                                   |                                     |                                     |                                     |                                     |
| 2021/22 | 13.                                 | 492                                 | 7.                                  | 432                                 | 27.                                 | 60                                  | –                                   | –                                   |                                     |                                     |                                     |                                     |
| 2022/23 | 34.                                 | 308                                 | 7.                                  | 267                                 | 34.                                 | 41                                  | –                                   | –                                   |                                     |                                     |                                     |                                     |
| 2023/24 | 33.                                 | 260                                 | 6.                                  | 229                                 | 33.                                 | 31                                  | –                                   | –                                   |                                     |                                     |                                     |                                     |

### Europacup
- 7 Platzierungen unter den besten zehn, darunter 1 Podestplatz

### Juniorenweltmeisterschaften
- Hafjell 2015: 3. Abfahrt, 14. Kombination, 26. Super-G
- Sotschi 2016: 7. Super-G, 20. Abfahrt

### Weitere Erfolge
- 2 Schweizer Meistertitel: Abfahrt und Super-G 2016
- 3 Schweizer Juniorenmeistertitel: Abfahrt 2014, Kombination 2014, Super-G 2016
- Europäisches Olympisches Jugendfestival 2013: 14. Riesenslalom
- 6 Siege in FIS-Rennen